# Little By Little (canción de Raven-Symoné)
«Little By Little» (en español Poco A Poco) es una canción de la cantante, actriz y compositora estadounidense Raven-Symoné, junto con el también actor y cantante Orlando Brown.

## Información
La canción fue grabada para la segunda banda sonora That's So Raven Too!, de la serie original de Disney Channel That's So Raven.
Fue escrita por Raven-Symoné, Orlando Brown, Robbie Nevil y Matthew Gerrard, y producida por este último.

## Little By Little (Remix)
La versión remix de la canción fue lanzada como segundo sencillo de la banda sonora el mismo día del lanzamiento de dicha banda sonora. El sencillo viene con una entrevista exclusiva de Radio Disney con ambos artistas. El sencillo no tiene video musical.
En la edición iTunes de la banda sonora viene, como un bonus track, el remix.

### Lista de canciones
Descarga digital
1. Little By Little (Remix) — 3:13
2. Raven-Symoné & Orlando Brown Exclusive Radio Disney Interview — 1:44